# Wade Hampton I
Pour les articles homonymes, voir Wade Hampton.
Wade Hampton (1754-4 février 1835) combattant de l'indépendance lors de la révolution américaine, membre du Congrès des États-Unis représentant la Caroline du Sud de 1795 à 1797 puis de 1803 à 1805, grand électeur en 1801. En 1808, il est colonel dans l'United States Army, promu brigadier-général en 1809. Il commande les forces américaines lors de la bataille de la Châteauguay en 1813. Le 6 avril 1814, il démissionne de l'armée et rentre en Caroline du Sud après avoir mené ses troupes à la défaite contre la milice du Québec. Il amasse ensuite une importante fortune comme spéculateur foncier. À sa mort, il est l'un des plus riches planteurs des États-Unis, il possède alors plus de 3 000 esclaves.